# Jacob Wackernagel

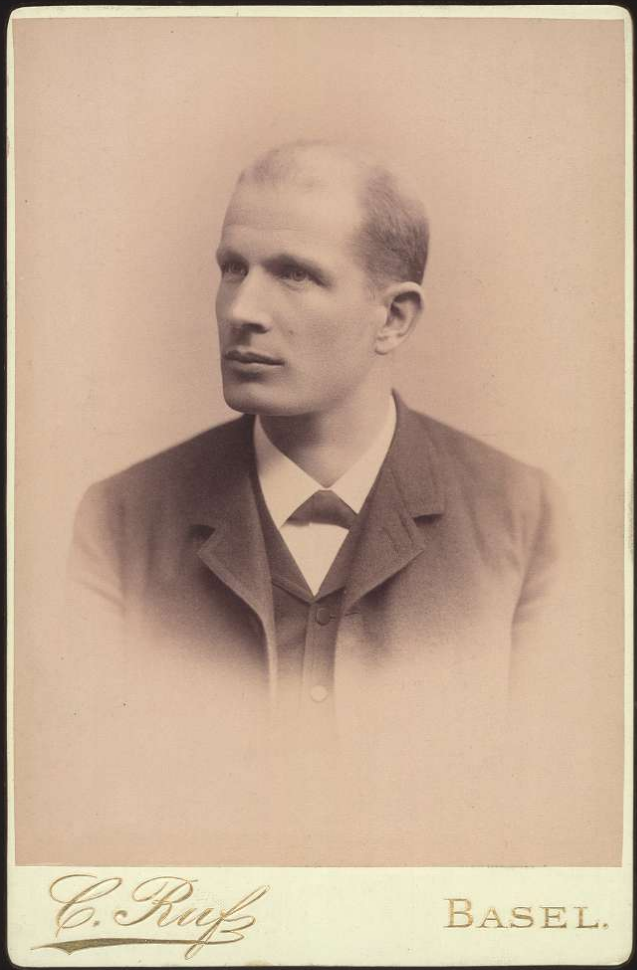
Jacob Wackernagel

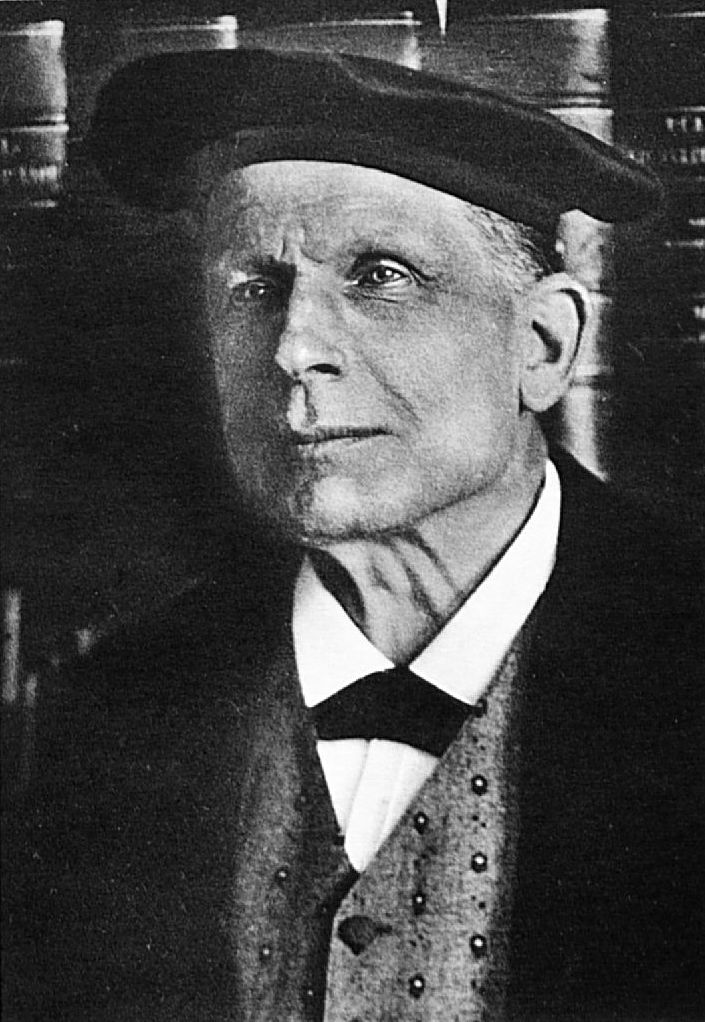
Jakob Wackernagel als Rektor 1912/13

Jacob Wackernagel(-Stehlin) (* 11. Dezember 1853 in Basel; † 22. Mai 1938 ebenda) war ein Schweizer Indogermanist und Sprachwissenschaftler.
Jacob Wackernagel ist einer der bedeutendsten „Sprachforscher philologischer Richtung“, wie er sich selbst nannte und seine Arbeiten gehören auch heute noch zu den bedeutendsten der Indogermanistik. Nach ihm ist das Wackernagel'sche Gesetz benannt.

## Leben

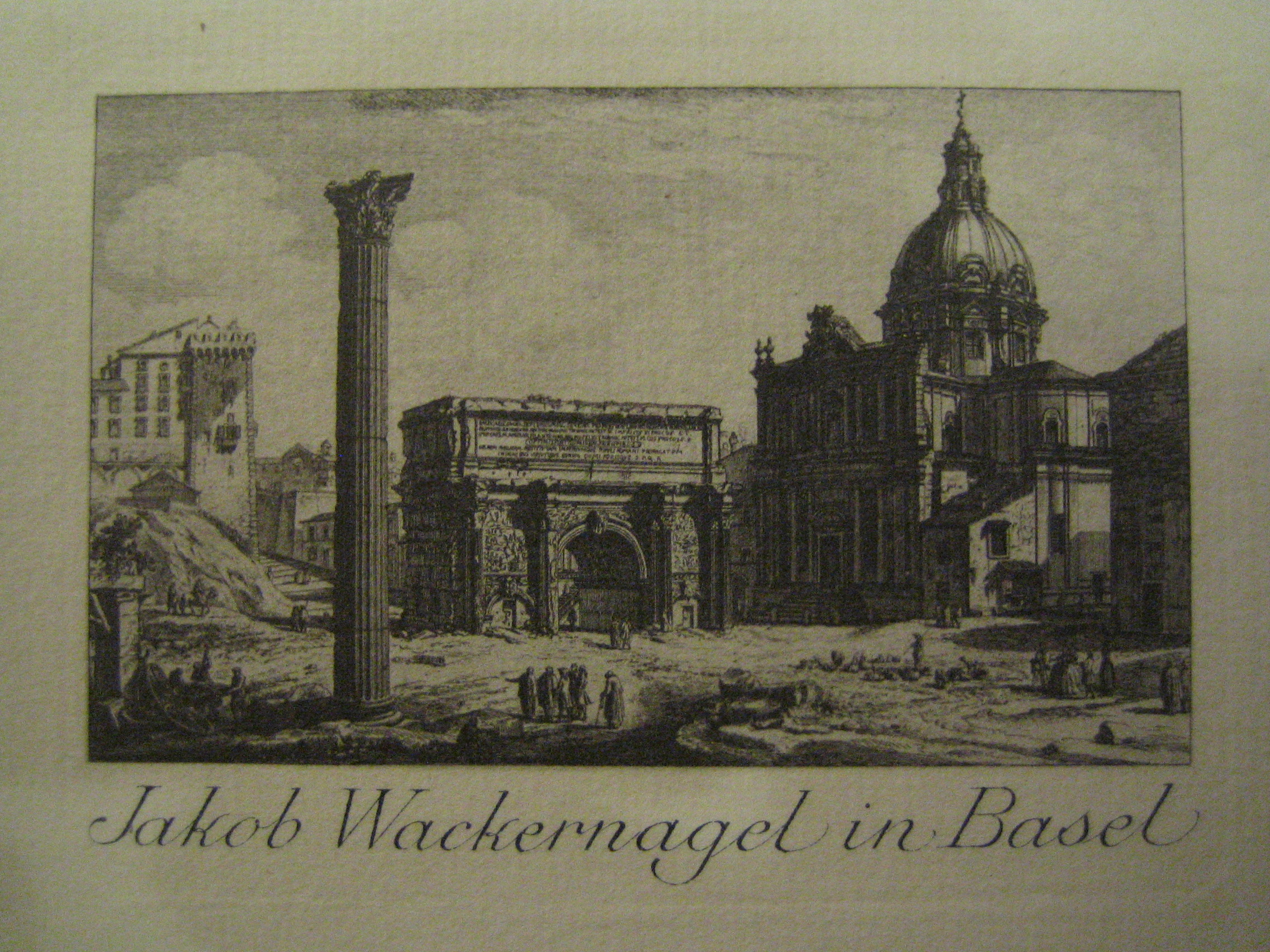
Ex Libris 1897

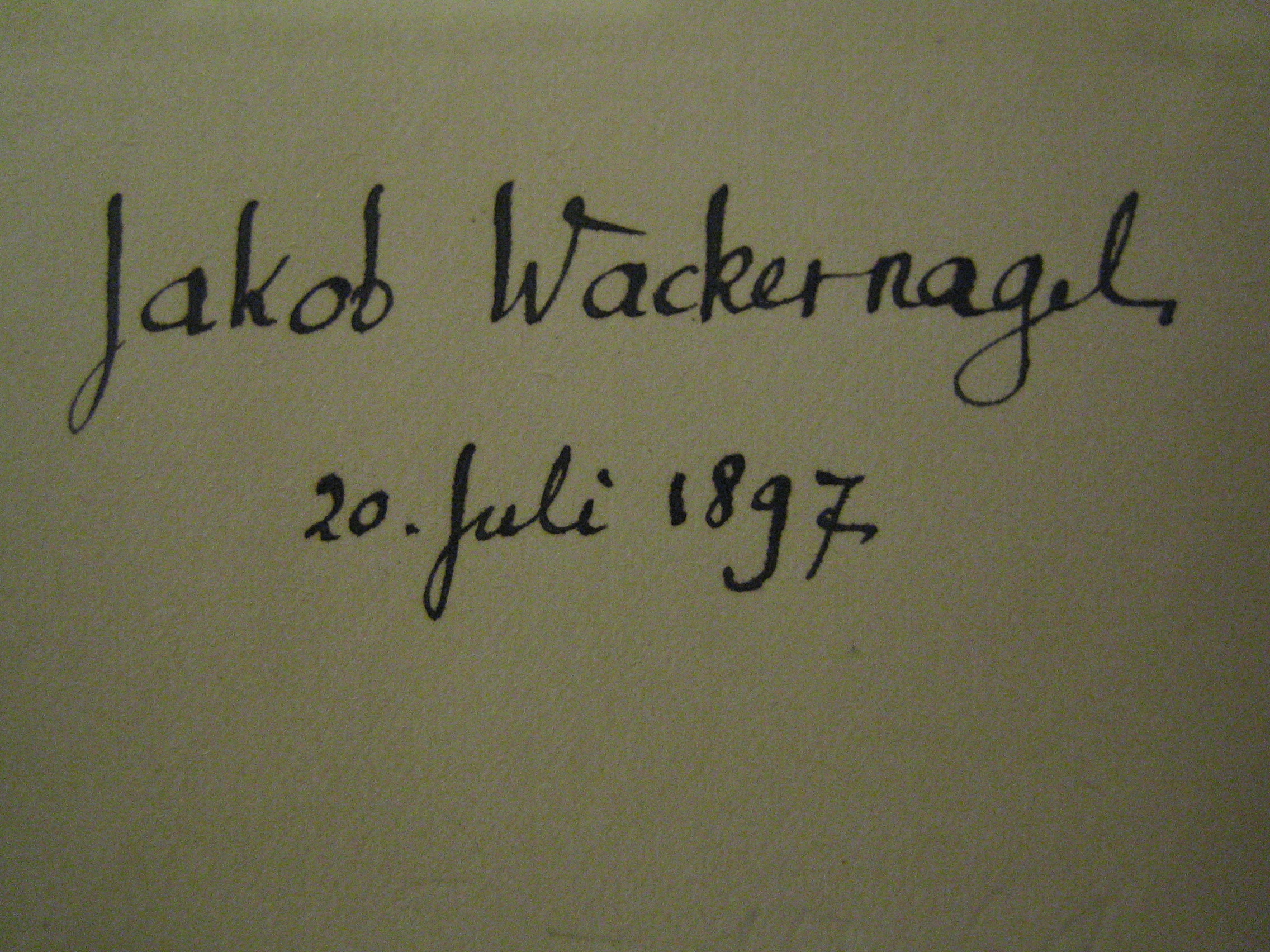
Handschrift

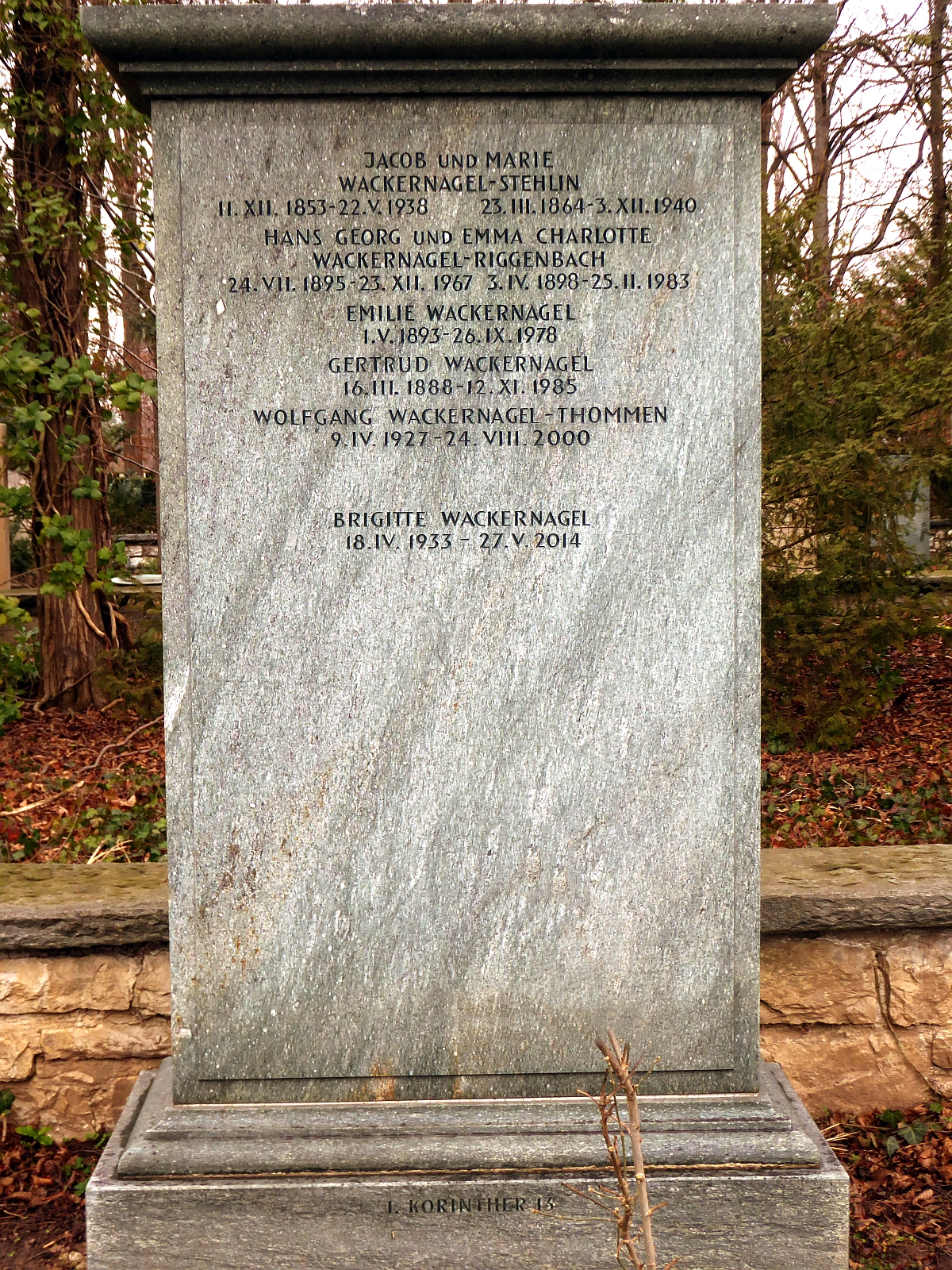
Familiengrab auf dem Friedhof am Hörnli, Riehen, Basel-Stadt

Jacob (auch: Jakob) Wackernagel war ein Sohn des Germanisten Wilhelm Wackernagel und Bruder des Juristen und Historikers Rudolf Wackernagel.
Er studierte von 1871 bis 1875 in Basel, Göttingen und Leipzig Klassische Philologie, Germanistik und Geschichte. Die Promotion erfolgte 1875 in Basel, die Habilitation 1876 ebenda. Von 1879 bis 1881 unterrichtete er zunächst als ausserordentlicher Professor griechische Sprache und Literatur in Basel, später von 1881 bis 1902 als Ordinarius. Von 1902 bis 1915 war er ordentlicher Professor für Indogermanische Sprachwissenschaft in Göttingen. Von 1915 bis zu seiner Emeritierung 1936 lehrte er Indogermanistik in Basel.
Wackernagel heiratete 1886 Maria, geborene Stehlin. Zwei seiner Kinder waren Hans Georg Wackernagel und Jacob Wackernagel jun.
Seine letzte Ruhestätte fand er auf dem Friedhof am Hörnli.
Sein erst teilweise erschlossener Nachlass wird bei der Universitätsbibliothek Basel aufbewahrt.

## Ehrungen
Das Deutsche Archäologische Institut ernannte ihn am Winckelmannstag 1897 zum korrespondierenden Mitglied. Seit 1901 war er korrespondierendes, seit 1902 ordentliches Mitglied der Gesellschaft der Wissenschaften zu Göttingen, seit 1911 korrespondierendes Mitglied der Preußischen Akademie der Wissenschaften, seit 1915 korrespondierendes Mitglied der Kungliga Vetenskaps-Societeten i Uppsala, seit 1923 korrespondierendes Mitglied der Österreichischen Akademie der Wissenschaften, seit 1928 korrespondierendes Mitglied der Kungliga Vitterhets Historie och Antikvitets Akademien in Stockholm. 1931 wurde er korrespondierendes Mitglied in die Bayerische Akademie der Wissenschaften. Im selben Jahr erhielt er den Bayerischen Maximiliansorden für Wissenschaft und Kunst. Er war Ehrendoktor der Universitäten Genf (1909), Lausanne (1917) und Marburg (1927).
Der Philologisch-Historische Verein Göttingen im Naumburger Kartellverband ernannte ihn zum Ehrenmitglied.
1923 schuf Otto Roos eine Büste von Wackernagel.

## Schriften (Auswahl)
Für ein vollständiges Schriftenverzeichnis siehe
- Mathilde Probst: Verzeichnis der Schriften Jacob Wackernagels. In: ΑΝΤΙΔΩΡΟΝ. Festschrift Jacob Wackernagel zur Vollendung des 70. Lebensjahres am 11. Dezember 1923. Gewidmet von Schülern, Freunden und Kollegen. Vandenhoeck & Ruprecht, Göttingen 1923, S. 354–361.
- Albert Debrunner: Nachtrag zum Verzeichnis der Schriften Jacob Wackernagel. In: Indogermanisches Jahrbuch. Bd. 23, 1939, S. 446–451.
- Bernhard Forssman: Zweiter Nachtrag zum Verzeichnis der Schriften Jacob Wackernagels. In: Jacob Wackernagel: Kleine Schriften Band 3. Vandenhoeck & Ruprecht, Göttingen 1979, S. xx–xxvi.

- Ueber den Ursprung des Brahmanismus. Vortrag, gehalten zu Basel am 17. November 1876. Schweighauserische Verlagsbuchhandlung (Hugo Richter), Basel 1877 (Digitalisat).
- Die epische Zerdehnung. In: Beiträge zur Kunde der indogermanischen Sprachen 4, 1878, S. 259–312.
- Das Dehnungsgesetz der griechischen Komposita. Basel 1889
- Über ein Gesetz der indogermanischen Wortstellung. In: Indogermanische Forschungen 1, 1892, S. 333–436 (Digitalisat).
- Beiträge zur Lehre vorm griechischen Akzent. Basel 1893
- Vermischte Beiträge zur griechischen Sprachkunde. Basel 1897
- Sprachliche Untersuchungen zu Homer. Basel 1916
- Vorlesungen über Syntax mit besonderer Berücksichtigung von Griechisch, Lateinisch und Deutsch. Bd. I—2, Basel 1920–1924.
- Kleine Schriften. 2 Bände. Vandenhoeck & Ruprecht, Göttingen 1953; Band 3 Göttingen 1979, ISBN 3-525-26122-5.